# Grevskabet Frijsenborg
Grevskabet Frijsenborg var et dansk grevskab oprettet 6. april 1672 af Mogens Friis (1623-1675), som var Hvid Ridder, rentemester og skatmester (finansminister), gehejmeråd, stiftamtmand over Aarhus Amt, lensgreve og lensbaron.
Det omfattede 22.000 tønder hartkorn fordelt på hele fire amter og bestående af hovedgårdene Frijsenborg, Jernit, Søbygård, Østergård, Favrskov, Lyngballe, Fuglsang, Frijsendal, Boller, Christiansminde, Thyrasminde og Møgelkær. Det var det største grevskab i Danmark. 
Slægten Friis uddøde imidlertid 1763, og godset har siden været i slægten Vinds eje. Slægten har taget navnet Krag-Juel-Vind-Frijs. Grevskabet ophørte at eksistere 1920 ved lensafløsningen, men Frijsenborg er stadig Danmarks største gods.

## Besiddere af lenet
- (1672-1675) Mogens Friis
- (1675-1699) Niels Friis
- (1699-1763) Christian Friis
- (1763) Christine Sophie Christiansdatter komtesse Friis
- (1763-1783) Erhard Wedel-Friis
- (1783-1799) Elisabeth Sophie komtesse Friis
- (1799) Sophie Magdalene von Gram, født komtesse Friis, gift Krag-Juel-Vind
- (1799-1815) Frederik Carl Krag-Juel-Vind-Frijs
- (1815-1849) Jens Christian Carl Krag-Juel-Vind-Frijs
- (1849-1882) Christian Emil Krag-Juel-Vind-Frijs
- (1882-1919) Mogens Christian Krag-Juel-Vind-Frijs